# أبو فرنسيس
أبو فرنسيس (بالإنجليزية: Abu Francis)‏ هو لاعب كرة قدم غاني في مركز الوسط، ولد في 27 أبريل 2001 في غانا. لعب مع نادي نوردشيلاند.

## وصلات خارجية
- أبو فرنسيس على موقع قاعدة بيانات كرة القدم.إي يو (الإنجليزية)
- أبو فرنسيس على موقع ناشيونال فوتبول تيمز (الإنجليزية)
- أبو فرنسيس على موقع Soccerway.com (الإنجليزية)
- أبو فرنسيس على موقع عالم كرة القدم.نت (الإنجليزية)